# Askar Mussinov
ِAskar Akhmetouly Mussinov (en kazakh cyrillique : Асқар Ахметұлы Мусинов, en alphabet latin : Asqar Ahmetūly Musinov ; en russe : Аскар Ахметович Мусинов, Askar Akhmetovitch Moussinov) (né le 11 avril 1961 à Alma-Ata, République Socialiste Soviétique du Kazakhstan, URSS et mort le 10 février 2024 à Astana, Kazakhstan) est un diplomate kazakh, directeur général de l'Organisation islamique pour la sécurité alimentaire.

## Biographie
Askar Mussinov étudie à l'université d'État de Saint-Pétersbourg, il en sort muni d’un diplôme en études orientales et en philologie en 1984. Il commence sa carrière en tant que traducteur militaire en Libye (1984-1987).
De 1987 à 1991, il est deuxième, puis premier secrétaire du ministère des Affaires étrangères de la RSS du Kazakhstan.
De 1991 à 1992, il travaille comme deuxième secrétaire de l'ambassade de la fédération de Russie en Arabie saoudite.
Après avoir occupé divers postes de direction au cabinet du président et au ministère des Affaires étrangères du Kazakhstan entre 1993 et 1997, il travaille comme chef du protocole du président du Kazakhstan de 1997 à 1999.
Il est ensuite ambassadeur du Kazakhstan en Égypte (1999-2002) et en Arabie saoudite (2002-2006).
De 2006 à 2013, il est ambassadeur du Kazakhstan aux Émirats arabes unis, à Bahreïn, au Koweït, à Oman, au Qatar et en Afrique du Sud.
En juin 2013, il est nommé secrétaire exécutif du ministère des Affaires étrangères, puis en juillet 2014, vice-ministre des Affaires étrangères.
Depuis 2016, il est le chef de l'unité de paix et de résolution des conflits au secrétariat général de l'Organisation de la coopération islamique.
Le 5 mai 2018, lors de la 45e session du Conseil des ministres des Affaires étrangères de l'OCI à Dacca, il est élu secrétaire général adjoint de l'Organisation de la coopération islamique pour la science et la technologie.
Par décision de la 6e Assemblée générale de l'Organisation islamique pour la sécurité alimentaire (IOFS), tenue à Doha le 3 octobre 2023, il est élu directeur général de l'IOFS, à compter du 1er janvier 2024.

## Distinctions
- Ordre de Parasat (2015)[9]
- Ordre de Dostyk 2e degré (2005)
- Ordre de l'Indépendance 1re classe (EAU)[10]